# Парламентские выборы в Республике Абхазия (2017)
Парламентские выборы в Республике Абхазия состоялись в 2017 году в два тура. На них было избрано Народное собрание Республики Абхазия шестого созыва. Первый тур выборов состоялся 12 марта, второй тур прошёл 26 марта.

## Кампания
27 из 33 действующих депутатов выдвинули свои кандидатуры для переизбрания. Среди нынешних кандидатов экс-президент Александр Анкваб, который был свергнут в 2014 году. Анкваб был выдвинут инициативными группами в трёх разных округах, но решил баллотироваться по округу 18 (Гудаута). По итогам выборов Анкваб был избран депутатом.

## Результаты
В первом туре избрано 12 депутатов, во второй тур вышли 22 депутата, через два месяца в одном из округов будут перевыборы.
| Избирательный округ                                                    | Победитель       | Число голосов за победителя | % голосов за победителя | Всего проголосовавших | Зарегистрированные избиратели | Явка  |
| ---------------------------------------------------------------------- | ---------------- | --------------------------- | ----------------------- | --------------------- | ----------------------------- | ----- |
| 2                                                                      | Алмас Джапуа     | 1,095                       | 56.27                   | 1,946                 | 5,606                         | 34.71 |
| 10                                                                     | Юрий Хагуш       | 1,745                       | 60.55                   | 2,882                 | 5,321                         | 54.16 |
| 11                                                                     | Астамур Аршба    | 1,391                       | 59.44                   | 2,340                 | 4,803                         | 48.72 |
| 14                                                                     | Дмитрий Дбар     | 1,043                       | 53.51                   | 1,949                 | 3,288                         | 59.28 |
| 15                                                                     | Дмитрий Ардзинба | 1,343                       | 52.69                   | 2,549                 | 3,735                         | 68.25 |
| 16                                                                     | Михаил Сангулия  | 1,094                       | 65.71                   | 1,665                 | 3,814                         | 43.65 |
| 18                                                                     | Александр Анкваб | 1,028                       | 52.26                   | 1,967                 | 3,573                         | 55.05 |
| 22                                                                     | Левон Галустян   | 1,012                       | 62.32                   | 1,624                 | 3,393                         | 47.86 |
| 24                                                                     | Ашот Миносян     | 1,281                       | 60.28                   | 2,125                 | 3,496                         | 60.78 |
| 25                                                                     | Саид Харазия     | 1,277                       | 52.08                   | 2,452                 | 5,099                         | 48.09 |
| 29                                                                     | Астамур Тарба    | 1,075                       | 56.28                   | 1,910                 | 2,623                         | 72.82 |
| 30                                                                     | Батал Табагуа    | 927                         | 53.49                   | 1,733                 | 2,581                         | 67.14 |
| Source: Apsnypress Архивная копия от 3 октября 2017 на Wayback Machine |                  |                             |                         |                       |                               |       |

### Второй тур
ЦИК опубликовал утвержденные решением Центральной избирательной комиссии от 27 марта предварительные итоги повторного голосования по выборам депутатов Народного Собрания — Парламента Республики Абхазия, в соответствии с которыми избранными считаются:
- 1 округ — Кварчия Гиви Анатольевич
- 3 округ — Агрба Валерий Владимирович
- 4 округ — Айба Батал Эдуардович
- 5 округ — Ашуба Лаша Нугзарович
- 6 округ — Лолуа Рауль Валериевич
- 7 округ — Джинджолия Алхас Владимирович
- 8 округ — Абухба Ахра Иванович
- 9 округ — Смыр Беслан Алексеевич
- 12 округ — Цишба Александр Владимирович
- 13 округ — Дащян Левон Вагаршакович
- 19 округ — Гунба Дмитрий Георгиевич
- 20 округ — Смыр Натали Викторовна
- 21 округ — Ардзинба Алмасхан Зурабович
- 23 округ — Кварчия Валерий Еремейович
- 26 округ — Гуния Илья Чичикович
- 27 округ — Бебия Венори Яковлевич
- 28 округ — Логуа Астамур Омарович
- 31 округ — Бжания Аслан Георгиевич
- 32 округ — Тарба Инал Романович
- 33 округ — Ардзинба Тайфун Наимович
- 35 округ — Пертая Каха Зауриевич

В связи с вновь поступившими дополнительными документами, Центризбирком Абхазии принял решение огласить предварительные итоги выборов на основании поступившего протокола окружной избирательной комиссии
- 34 округ — Омар Джинджолия

### Перенос выборов
- в округе 17 выборы не состоялись[4] , так как кандидаты Леонид Чамагуа и Леонид Лакербая не набрали положенных 50 % +1 голосов избирателей.